# Ngardmau
Ngardmau là một bang của quốc đảo Palau, bang nằm ở phía tây của đảo Babeldaob và ở giữa các bang Ngaraard và Ngeremlengui. Tổng diện tích của bang là 20,5 dặm vuông Anh (53 km2). Theo thống kê gần đây nhất, bang có 221 người. Có 46 hộ gia đình sinh sống trong 3 làng nhỏlà: Ngetbong, Ngerutoi and Urdmau.